# Imanburlyq
Der Imanburlyq (kasachisch Иманбұрлық – „Unterer Burlyq“; russisch Иманбурлык Imanburlyk) ist ein rechter Nebenfluss des Ischim (Jessil) in Nordkasachstan.
Der Imanburlyq bildet den Abfluss des Baissary-Sees im westlichen Teil des Kökschetau. Er durchfließt anfangs den Imantau-See. Anschließend fließt er in überwiegend nordwestlicher Richtung durch die nordkasachische Steppenlandschaft und erreicht nach 177 km das Ostufer des Sergejew-Stausees, der vom Ischim in nördlicher Richtung durchflossen wird. Die Siedlungen Kirilowka, Kasanka und Olginka liegen am Flusslauf.